# 춘향전 (1955년 영화)
"춘향전"(春香傳)은 이규환 감독, 각본의 1955년 한국 영화이다.

## 줄거리
전라도 남원 땅에 퇴기 월매의 딸 춘향이 살고 있었다. 어느 날 광한루에 구경나온 이진사(李進士)의 아들 이도령이 방자를 시켜 춘향과 만나기를 청한다. 두 사람 사이는 급속도로 가까워져 화촉동방(華燭洞房)까지 꾸며 인연을 맺었으나, 뜻하지 않던 이진사의 전임으로 춘향과 도령은 슬픈 이별을 고한다. 그 뒤 남원 사또로 부임해 온 변학도(卞學道)는 욕심이 많고 주색(酒色)에 밝은 위인으로, 춘향에게 수청(守廳)들기를 강권한다. 춘향은 이미 언약한 바 있는 몸이라, 이를 거부한다. 변사또는 이를 괘씸하게 여겨서 곤장을 친 후 옥에 가둔다. 한편, 한양 갔던 이도령은 암행어사(暗行御史)가 되어 짐짓 거지 행각을 하고 내려와 변학도의 생일 잔칫날 "금잔에 철철 넘치는 옥주(玉酒)는 천인혈(千人血)이요……운운"하는 글귀를 지어 장내는 수라장이 되고, 결국 춘향은 이도령의 구원을 받는다.

## 개요
이 작품은 유명한 한국의 고전(古典) 춘향전을 기반으로 한다. 한국영화 초기에 일본인이 <춘향전>을 제작했고, 1935년에는 이명우(李明雨)가 한국 최초의 발성영화로서 감독했던 작품이었다. 이규환은, 이 영화 한편으로 환도 후 침체했던 영화계에 활기를 되찾아 주는, 일종의 영화 중흥(映畵中興)의 계기를 마련해 준 작품이라고 할 수 있겠다. 춘향역의 조미령 연기는 더할 나위 없이 청초하였고, 변학도역의 이예춘의 연기도 천하일품(天下一品)이었다.

## 출연
- 전택이
- 노경희
- 김금룡